# هوپر کریک (کارولینای شمالی)
هوپر کریک (به انگلیسی: Hoopers Creek) شهری در ایالت کارولینای شمالی کشور ایالات متحده آمریکا است که جمعیت آن در سرشماری سال ۲۰۱۰ میلادی، ۱٬۰۵۶ نفر بوده‌است.